# 我為貓狂
《我為貓狂》（日语：ホワッツ マイケル?）是小林誠創作的日本漫畫作品，以及由漫畫改編的電視動畫、電視劇。這部漫畫獨立自之前連載的作品《畫漫畫的方法》（マンガの描き方）。1984年至1989年，《我為貓狂》在《Morning》（講談社）上連載，並出版了8卷單行本。2001年，這部作品曾經短期恢復連載，並出版了全彩第9卷。《我為貓狂》的主人公是橘貓麥可，以及它的飼主和其它動物。麥可這個名字取自於美國歌手麥可·傑克森。《我為貓狂》在1986年獲得了講談社漫畫獎一般部門獎。
原創動畫錄影帶在1985年和1988年上市。電視動畫於1988年4月15日至1989年3月28日在東京電視網播出，東京電視台與講談社製作，共45集；台灣播映權由超級電視台率先取得，片頭與片尾為超視自製版。1986年和1987年，曾經兩次被富士電視台改編為電視劇。